# 12世纪
| 千纪： | 1千纪 \| 2千纪 \| 3千纪                                                                                              |
| 世纪： | 9世纪 \| 10世纪 \| 11世纪 \| 12世纪 \| 13世纪 \| 14世纪 \| 15世纪                                                    |
| 年代： | 1100年代 \| 1110年代 \| 1120年代 \| 1130年代 \| 1140年代 \| 1150年代 \| 1160年代 \| 1170年代 \| 1180年代 \| 1190年代 |

1101年1月1日至1200年12月31日的这一段期间被称为12世纪。
在欧洲历史上，这段时间被认为是中世纪盛期的一部分，有时也被称作白衣修士时代；在中国，北方的女真人的入侵导致了北宋的灭亡与南宋的建立；柬埔寨的高棉帝国于此世纪繁荣，而埃及的法蒂玛王朝则被阿尤布王朝推翻。

## 重要事件、发展与成就
- 科学技术

- 战争与政治
  - 十字軍東征。
  - 靖康之變，中国进入南宋时代。
  - 日本发生“源平合战”，镰仓幕府成立。（1192年）
  - 北宋為金朝所滅，宗室南遷，成立南宋。
  - 安科納被羅馬教宗特許為“自由都市”。
  - 神圣罗马帝国兼并西西里王国。

- 天灾人祸

- 文化娱乐
  - 约1127年，中国开封出现世界第一家严格意义上的餐馆。

- 社會與經濟

- 疾病与医学

- 环境与自然资源

- 宗教與哲學
  - 朱熹创理学。
  - 巴黎圣母院开始兴建。